# Qaradaş
Qaradaş är en ort i Azerbajdzjan.   Den ligger i distriktet Tovuz Rayonu, i den västra delen av landet, 400 km väster om huvudstaden Baku. Qaradaş ligger 1 408 meter över havet och antalet invånare är 730.
Terrängen runt Qaradaş är huvudsakligen kuperad. Qaradaş ligger nere i en dal. Närmaste större samhälle är Beyuk-Kyshlag, 5,0 km öster om Qaradaş.
Trakten runt Qaradaş består i huvudsak av gräsmarker. Runt Qaradaş är det ganska tätbefolkat, med 70 invånare per kvadratkilometer.